# Samay

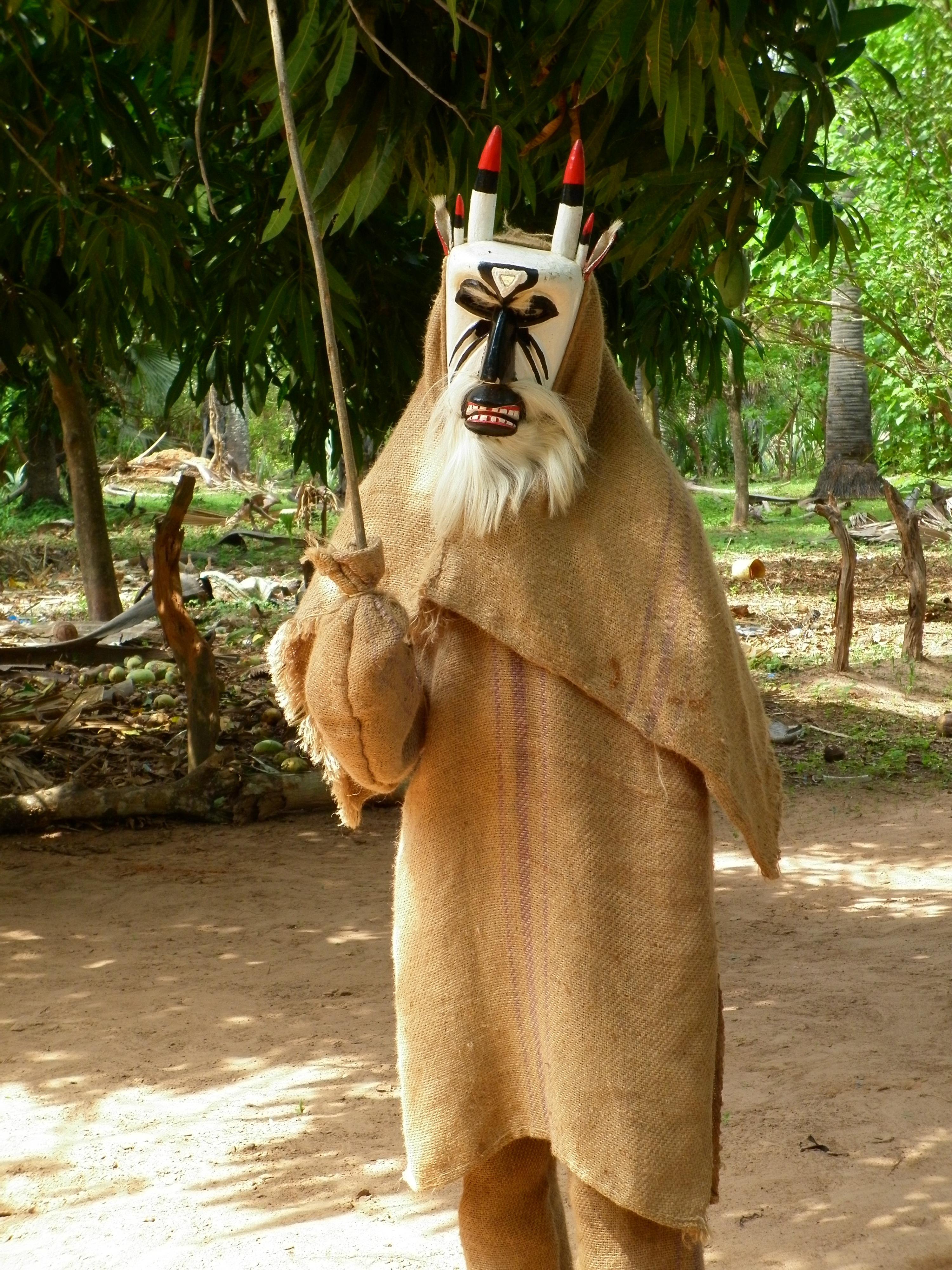
De Samay is een mythologische figuur van de Diola in de Casamance

De Samay, de Kumpo en de Niasse zijn drie traditionele figuren in de mythologie van de Diola in de Casamance (Senegal) en ook in Gambia.
Op geregelde tijdstippen in de loop van het jaar, bijvoorbeeld tijdens de Journées culturelles, wordt een traditioneel dansfeest in het dorp georganiseerd. De Samay nodigt de inwoners van het dorp uit om op het feest aanwezig te zijn.
Hij kan heel hard lopen en met zijn striemende stok houdt hij orde en tucht in het gezelschap. Hij weet alles over wat er gebeurt in het dorp.

## Andere mythologische figuren
- Kumpo
- Niasse